# Yuval Noah Harari
Yuval Noah Harari (hebrejsko יובל נח הררי), izraelski zgodovinar, mislec in pisatelj, * 24. februar 1976, Kiryat Ata, Izrael.
Je profesor zgodovine na Hebrejski univerzi v Jeruzalemu, doktoriral je na oxfordski univerzi. Je avtor svetovnih uspešnic Sapiens, kratka zgodovina človeštva (2011 v hebrejščini, 2014 v angleščini), Homo Deus, kratka zgodovina prihodnosti (2016) in 21 nasvetov za 21. stoletje (2018). V svojih knjigah raziskuje svobodno voljo, zavest in inteligenco.

## Življenje
Harari se je rodil leta 1976 v izraelskem mestu Kiryat Ata in odraščal v posvetni družini libanonskega in zahodnoevropskega porekla v mestu Haifa. Harari je razkrit homoseksualec; svojega moža Itzika Yahava je spoznal leta 2002. Yahav je tudi Hararijev osebni menedžer. Civilno sta se poročila v Torontu v Kanadi. Par živi v mošavu, kooperativnem kmetijskem naselju, imenovanem Mesilat Zion, v bližini Jeruzalema.
Harari pravi, da je meditacijska tehnika vipasana, s katero se je začel ukvarjati leta 2000 v Oxfordu, spremenila njegovo življenje. Izvaja jo po dve uri vsak dan; eno uro pred začetkom in eno uro po koncu delovnega dne. Vsako leto izvaja vsaj 30-dnevno meditacijsko kuro v tišini in brez knjig ali družbenih omrežij. Je tudi pomožni učitelj meditacije. Knjigo Homo Deus, kratka zgodovina prihodnosti je posvetil svojemu učitelju meditacije, N. S. Goenki, za katerega pravi, da ga je naučil pomembnih stvari in da brez petnajstletnega izvajanja vipasane ne bi zmogel fokusa, miru in vpogleda, pomembnega za pisanje omenjene knjige. Meditacijo razume kot način raziskovanja.
Je vegan in pravi, da je to posledica njegovega raziskovanja, vključno z njegovim mnenjem, da mlečna industrija trga vez med kravo in njenim mladičem, teletom. Januarja 2019 je povedal, da še vedno nima pametnega telefona.

## Akademska kariera
Harari se je po študiju zgodovine najprej med letoma 1993 in 1998 na Hebrejski univerzi v Jeruzalemu specializiral za srednjeveško zgodovino in vojaško zgodovino. Doktoriral je leta 2002 pod mentorstvom Stevena J. Gunna oxfordski univerzi Jesus College. Postdoktorski študij zgodovine je obiskoval med letoma 2003 in 2005 kot štipendist fundacije Yad Hanadiv Fellow. Objavil je številne knjige in članke. Sedaj se specializira za zgodovino sveta in makrozgodovinske procese.

## Knjige
Njegova prva knjižna uspešnica Sapiens, kratka zgodovina človeštva je leta 2011 izšla v hebrejščini, leta 2014 v angleščini, nato pa so sledili prevodi v več kot 45 jezikov, vključno s slovenščino. Knjiga opisuje vso zgodovino sveta, od evolucije Homo sapiensa v kameni dobi, do političnih in tehnoloških revolucij v 21. stoletju. Hebrejska izdaja je postala knjižna uspešnica v Izraelu ter požela veliko zanimanja med splošno javnostjo, s čimer je Harari postal slavna oseba.
Knjigo Homo Deus, kratka zgodovina prihodnosti je izdal leta 2016, v njej pa raziskuje možnosti prihodnosti Homo sapiensa. Napiše, da bo človeštvo v prihodnosti z veliko verjetnostjo vlagalo znatne napore v to, da bi doseglo srečo, nesmrtnost in božansko moč.
Hararijeva najnoveška knjiga 21 nasvetov za 21. stoletje se osredotoča bolj na trenutne težave človeštva. Izšla je 30. avgusta 2018, prevod v slovenščino pa je izšel leta 2019.

### Izdane knjige
- 21 nasvetov za 21. stoletje (21 Lessons for the 21st Century) (2018: London, Jonathan Cape; 2019 prevod v slovenščino), ISBN 1787330672
- Homo Deus, kratka zgodovina prihodnosti (Homo Deus: A Brief History of Tomorrow) (2016; 2017 prevod v slovenščino), ISBN 978-1910701881
- Sapiens, kratka zgodovina človeštva (Sapiens: A Brief History of Humankind) (2011 v hebrejščini; 2014 v angleščini: London, Harvill Secker; 2014 prevod v slovenščino),  ISBN 978-006-231-609-7
- The Ultimate Experience: Battlefield Revelations and the Making of Modern War Culture, 1450–2000 (Houndmills: Palgrave-Macmillan, 2008),[37] ISBN 978-023-058-388-7
- Special Operations in the Age of Chivalry, 1100–1550 (Woodbridge: Boydell & Brewer, 2007), ISBN 978-184-383-292-8
- Renaissance Military Memoirs: War, History and Identity, 1450–1600 (Woodbridge: Boydell & Brewer, 2004), ISBN 978-184-383-064-1

### Članki
- "The Military Role of the Frankish Turcopoles – a Reassessment", Mediterranean Historical Review 12 (1) (junij 1997), pp. 75–116.
- "Inter-Frontal Cooperation in the Fourteenth Century and Edward III’s 1346 Campaign", War in History 6 (4) (september 1999), pp. 379–395
- "Strategy and Supply in Fourteenth-Century Western European Invasion Campaigns", The Journal of Military History 64 (2) (april 2000), pp. 297–334.
- "Eyewitnessing in Accounts of the First Crusade: The Gesta Francorum and Other Contemporary Narratives", Crusades 3 (august 2004), pp. 77–99
- "Martial Illusions: War and Disillusionment in Twentieth-Century and Renaissance Military Memoirs", The Journal of Military History 69 (1) (januar 2005), pp. 43–72
- "Military Memoirs: A Historical Overview of the Genre from the Middle Ages to the Late Modern Era", War in History 14:3 (2007), pp. 289–309
- "The Concept of ‘Decisive Battles’ in World History", The Journal of World History 18 (3) (2007), 251–266
- "Knowledge, Power and the Medieval Soldier, 1096–1550", in In Laudem Hierosolymitani: Studies in Crusades and Medieval Culture in Honour of Benjamin Z. Kedar, ed. Iris Shagrir, Ronnie Ellenblum in Jonathan Riley-Smith, (Ashgate, 2007)
- "Combat Flow: Military, Political and Ethical Dimensions of Subjective Well-Being in War", Review of General Psychology (September 2008)[37]
- Introduction to Peter Singer's Animal Liberation, The Bodley Head, 2015.
- "Armchairs, Coffee and Authority: Eye-witnesses and Flesh-witnesses Speak about War, 1100-2000", Journal of Military History 74:1 (januar 2010), pp. 53-78.
- "Yuval Noah Harari on big data, Google and the end of free will", Financial Times (avgust 2016).
- "Why It’s No Longer Possible for Any Country to Win a War", Time (23. junij 2017).
- "Why Technology Favors Tyranny", The Atlantic (oktober 2018).